# Blondinens kærlighed
Blondinens kærlighed (tjekkisk: Lásky jedné plavovlásky, ofte distribueret internationalt under den engelske titel A Blonde in Love eller den amerikanske Loves of a blonde) er en tjekkoslovakisk romantisk komedie-dramafilm fra 1965 instrueret af Miloš Forman. Filmen følger en ung kvinde, Andula, der har et kedeligt job på en skofabrik i en mindre provinsby i Tjekkoslovakiet, og hendes forsøg på at skabe et romantisk forhold.
Forman ønskede en realistisk stemning i filmen, der er optaget med ikke-professionelle skuespillere i en lille tjekkisk by med en skofabrik. Filmen er optaget i dokumentarstil med en betydelig mængde dialogimprovisation. Filmen anses i dag for at være et af de mest betydningsfulde eksempler på den tjekkiske “nye bølge”, en bevægelse, der udnyttede det midlertidige tøbrud i det tjekkoslovakiske samfund, hvor der skete en midlertidig lempelse af den totalitære kontrol over kreative kunstnere, hvilket gav mulighed for at udgive film og anden kunst, der indeholdt mere eller mindre eksplicit kritik af samfundsforholdene bag jerntæppet.
Ved udgivelsen var Blondinens kærlighed populær i Tjekkoslovakiet, og filmen blev vist på flere store filmfestivaler, hvor den høstede nomineringer og priser. Filmen modtog generelt positive anmeldelser, selvom nogle anmeldere var mindre entusiastiske end andre. Filmen blev ved oscaruddelingen i 1967 nomineret til en Oscar for bedste fremmedsprogede film og modtog i Danmark en Bodil for bedste europæiske film.
Filmen fik dansk premiere den 9. november 1966 i Alexandra og fik repremiere i Biografen i Huset i maj 1982.

## Handling
Den unge kvinde Andula bor i en nedslidt tjekkisk industriby, hvor der er flere kvinder end mænd i forholdet 16:1. En nat ligger Andula og en veninde fra skofabrikken i sengen på deres sovesal og taler om den ring, som Andulas kæreste Tonda gav hende, og de sladrer om hendes flirtende møde med en skovrider.
Fabrikschefen mener, at den skæve fordeling mellem mænd og kvinder forringer moralen og produktiviteten, og han får foranlediget, at hæren organiserer en militærøvelse i nærheden af byen, således at der kommer soldater til byen. Fabrikken vil arrangere en danseaften, hvor de kvindelige arbejdere kan møde soldaterne. Forventningerne er store på begge sider, hvor kvinderne forventer at møde unge mænd, mens soldaterne, hvoraf mange i virkeligheden er midaldrende reservister, ude af form og allerede gift, ser frem til en nat med forførelse af unge kvinder. Festaftenen bliver en skuffelse for flere af deltagerne i begge lejre. Andula og hendes veninder bliver frastødt af soldaterne, som de kalder "gamle stoddere", og tre reservister tager så let på situationen, at de gentagne gange dummer sig ved bl.a. at sende en flaske vin til det forkerte bord og at forsøge at gemme en vielsesring for blot at tabe den, så ringen triller over gulvet og lander for fødderne af de kvinder, der havde modtaget flasken. For disse deltagere er festen et flop, hvor pigerne trækker sig tilbage på toilettet for at slippe for deres forfølgere, og reservisterne skændes med hinanden om regningerne og drøfter om det er nødvendigt at gå i skoven for at have sex. For andre er festen dog en succes.
Andula indleder en flirt med Milda, der er pianist i aftenens musikorkester. De to ender i seng sammen efter festen.
Selvom Andula intet hører fra Milda efter deres nat sammen, regner hun stadig med at se ham igen, så hun slår op med Tonda, som stormer ind i sovesalen og kræver sin ring tilbage. Andula pakker sin kuffert og ankommer til Mildas lejlighed i storbyen, klar til at genoptage deres forhold. Milda er ikke hjemme, og hun møder hans forældre, som aldrig har hørt om hende og ikke ved, hvad de skal stille op med hende. Milda kommer sent hjem, og efter en kejtet aften i hjemmet bliver det besluttet, at hun skal sove på sofaen, og at Milda sover i sengen med sine forældre for at undgå enhver form for upassende opførsel. Andula hører, hvordan familien skændes i soveværelser, og da det bliver klart for hende, at hun ikke er værdsat det mindste, græder hun og tager tilbage til sit hjem næste morgen. Hun fortæller sine venner om sin "vidunderlige" tur til hovedstaden, og hvor søde Mildas forældre var ved hende, især hans far, og hun vender så tilbage til arbejdet på fabrikken.

## Medvirkende
- Hana Brejchová som Andula
- Vladimír Pucholt som Milda
- Vladimír Menšík som Vacovský
- Ivan Kheil som Maňas
- Jiří Hrubý som Burda
- Milada Ježková som Mildas mor
- Josef Šebánek som Mildas far
- Josef Kolb som Pokorný
- Marie Salačová som Marie
- Jana Nováková som Jana
- Táňa Zelinková som pige
- Zdena Lorencová som Zdena
- Jan Vostrčil som oberst
- Antonín Blažejovský som Tonda

## Produktion

### Baggrund
Miloš Formans første spillefilm Černý Petr (Sorte Peter) blev udgivet i 1964 og blev ikke vurderet positivt af de tjekkiske myndigheder, før den blev udvalgt til konkurrence på det års Locarno Film Festival, hvor den vandt hovedprisen. Den internationale succes for filmen banede vejen for, at Forman kunne gå i gang med nye projekter med relativ stor grad af kunstnerisk frihed. Som inspiration for sit næste projekt tog Forman udgangspunkt i en oplevelse, han havde haft, hvor han havde kørt rundt i Prag en sen aften, hvor han havde mødt en ung kvinde, der slæbte rundt på en tung kuffert. Han gav hende et lift, og under køreturen forklarede hun, at hun var kommet til storbyen fra Varnsdorf, hvor hun var blevet forført af en ung ingeniør, som havde givet hende en falsk adresse i Žižkov og lovet at tage hende væk fra hendes triste liv. Forman talte med pigen det meste af natten, før han satte hende på et tog tilbage til sin hjemby. Forman, hvis mor var blev afhentet af Gestapo, da han var 10 år gammel for aldrig at blive set igen, har altid følt sig som altid værende på rejse fra sted til sted og blev berørt af situationen. Med Formans ord: "Jeg vil vel altid blive rørt af synet af en ung person med en kuffert, der søger kontakt i en fremmed by."
Forman fortalte om mødet med den unge kvinde til sine filmkolleger Ivan Passe og Jaroslav Papoušek og spurgte dem, om det kunne være grundlaget for en film, hvorefter de tre sammen med Václav Šašek skrev et manuskript, der tog afsæt i Formans møde med den unge kvinde fra Varnsdorf.
Da det færdige manuskript blev indsendt til Šebor-Bor-produktionsteamet, blev det i første omgang godkendt, men chefen betegnede det som det kedeligste, han havde læst i årevis, og han opfordre Forman til ikke at fortsætte med projektet, da det ville ødelægge det gode ry instruktøren havde fået med direktøren havde etableret med Černý Petr (Sorte Peter). Med Formans ord: "Filmen var ikke kunstfærdig nok, men på den anden side havde den heller ikke nok kommerciel appel. Han fortalte mig, at filmen ville støde og irritere publikum, fordi den gjorde grin med den almindelige mand, der ville blive væmmet ved den." På trods af denne indvending blev filmen alligevel godkendt, da beslutningstagere under det politiske og kulturelle tøbrud i Tjekkoslovakiet ønskede at undgå åbenlys administrativ indblanding i den kreative proces.

### Casting
Forman og hans kolleger ønskede at caste ikke-professionelle og at bruge dialogimprovisation i det omfang det var muligt. De fleste af skuespillerne blev valgt blandt filmfolkenes slægtninge, venner og bekendte, hvilket fik Forman til senere at sammenligne atmosfæren med indspilningen af en "hjemmefilm". Til titelrollen valgte Forman sin 18-årige eks-svigerinde, Hana Brejchová. Rollen som Mildas far blev spillet af en onkel til Miroslav Ondříčeks hustru, og Mildas mor blev spillet af en fabriksarbejderske, som Passer og Papoušek havde mødt på en sporvogn, og som slog dem som en, der "så ud til at være interesseret i alting omkring hende, uanset hvor fjollet". Fabrikslederen blev spillet af den rigtige PR-chef på fabrikken i Zruč nad Sázavou, hvor optagelserne fandt sted. Til rollerne som de tre reservister ønskede Forman at bruge ikke-professionelle, inklusive manuskriptforfatteren Josef Škvorecký, men Forman fandt ud af, at selvom de tre mænd var gode til at improvisere sammen, når de optrådte i par, så mistede de deres rytme, når de alle tre blev filmet sammen. Så Forman fortalte forfatteren Škvorecký, at han så for intelligent ud til at spille sin rolle og erstattede ham med den professionelle skuespiller Vladimír Menšík. Med Škvoreckýs ord: "At fortælle nogen, at han er for intelligent til at være skuespiller, er en meget fin måde at fortælle ham, at han skal blive ved med at skrive manuskripter. Milos er en meget hensynsfuld person. Det faktum, at han så blidt smed mig ud, muliggjorde den største scene i Blondines kærlighed". Forman forklarede om sin beslutning om at lade en professionel indgå: "Mens ikke-skuespillere fastholder skuespillerne i det ærlige og ægte, giver skuespillerne scenen den rytme og form, som ikke-skuespillerne ikke føler. En ikke-skuespiller lever sig ind i situationen så fuldstændigt, at han eller hun er ikke i stand til at se det udefra, at opfatte det som en rytmisk helhed med dets tegnsætning og dets større dramatiske formål."

### Optagelser
Da langt de fleste af de medvirkende ikke var skuespillere, gav Forman dem aldrig en kopi af manuskriptet eller papir med replikker. Forman sagde, at hvis han havde givet dem manuskriptet, "tager de det med hjem for at læse, og deres ægtefæller vil ende med at instruere min film". Han valgte i stedet at forklare hver scene meget detaljeret lige før optagelserne skulle begynde, og han reciterede dialogen fra hukommelsen én enkelt gang, så når kameraet rullede, måtte skuespillerne forsøge at huske så meget, som de kunne af det Forman havde sagt; hvad de havde glemt eller kun halvt forstået måtte de i stedet improvisere.
Filmfotograf på filmen var Miroslav Ondříček, der var uddannet dokumentarfilmfotograf, arbejdede i fuld overensstemmelse med Formans ønske om brug af ikke-professionelle skuespillere. Ondříček lagde vægt på en “cinéma-vérité-stil” (“sand film”), der var kompatibel med ortodoks socialistisk realisme.
Den store dans var filmens mest vedholdende og omstændelige sekvens, så der blev brugt to kameraer, med hyppig brug af håndholdt og telezoom for både at fastholde det dokumentariske udseende og for at tage pres fra de optrædende, som var ikke altid sikker på, om de blev inkluderet i optagelserne.

### Yderligere scener
Da filmen var blevet udgivet i Tjekkoslovakiet, ledte Forman efter en international distributør af filmen. Han fik at vide, at filmen var for kort til det amerikanske publikum, og at den ikke havde nok nøgenhed i sig, så Forman blev nødt til at optage nogle ekstra scener til brug for en amerikansk udgave.

## Temaer
Filmforskeren Peter Hames har opsummeret tre temaer i Blondinens kærlighed, der gentagne gange er blevet diskuteret i filmtidsskrifter; temaer, der har været gennemgående i Formans karriere: "ung kærligheds forgængelighed, forvirringen og fortvivlelsen hos midaldrende og generationskløften". Et andet tema, der ofte nævnes, er kejtethed og forvirring omkring sex i et undertrykt samfund. De fleste kritikere har også kommenteret kombinationen af komedie og tristhed i filmens skildring af hverdagslivet i en totalitær stat. ,

## Modtagelse
Da Blondinens kærlighed blev udgivet, var der en følelse af forræderi fra skofabrikken i Zruč nad Sázavou, hvor de fleste af filmens scener var optaget, og der var stor bestyrtelse blandt myndighederne i ministeriet for let industri. Begge organisationer mente, at den komiske skildring af de trøstesløse forhold i tjekkiske fabriksbyer ville gøre det endnu sværere at rekruttere arbejdere, end det allerede var. Til alles overraskelse fungerede filmen dog som en "stor, stor kontaktannonce", idet hundredvis af tjekkiske unge mænd rejste til Zruč nad Sázavou og slog lejr ude i skoven i håb om at komme i kontakt med de kvindelige fabriksarbejdere, hvoraf mange sneg sig ud af deres sovesale om natten for at møde de camperende mænd.
Filmen blev en stor succes og spillede for fyldte biografsale i hele Tjekkoslovakiet. Filmen modtog Klement Gottwald-ordenen, en pris, der anerkendte eksemplariske værker "for opbygningen af et socialistisk hjemland". Forman udtalte senere: "Prisen fra landets første kommunistiske præsident og en legendarisk drukkenbolt var mere en forlegenhed end noget andet. Det eneste gode ved det var den fede kuvert, der fulgte med prisen. Den indeholdt 20.000 CZK, næsten et års løn".
Blondinens kærlighed deltog ved flere store filmfestivaler: den var åbningsfilmen ved New York Film Festival i 1966, var inviteret bidrag til London Film Festival og blev nomineret til den højeste pris ved Venedig filmfestival. Filmen blev nomineret til en Golden Globe for bedste udenlandske film og Oscar-prisen for bedste fremmedsprogede film i 1967. I Danmark vandt prisen en Bodil for bedste europæiske film.
Den blev rangeret som nr. 89 i Empire magazines "The 100 Best Films Of World Cinema" i 2010.

### Kritisk respons
Kritikerne i Tjekkoslovakiet fokuserede på filmens kritiske skildring af de sociale og politiske forhold i landet, og af den grund blev den ikke distribueret i Sovjetunionen.
Filmen modtog generelt rosende anmeldelser blandt vestlige kritikere med positive anmeldelser i Saturday Review, The New Yorker, America, Sight and Sound, Harper's, The New York Times og Cahiers du cinéma. Enkelte kritikere var dog mindre begejstrede: Robert Hatch beskrev i The Nation filmen som "indtagende, men kunstløs " og kritiserede, at den lange centrale del med den store dans ikke har meget at gøre med hovedplottet, og i Film Comment sammenlignede Kirk Bond filmen med andre tjekkoslovakiske film, som han fandt havde bedre fortælleteknik.
Filmen har en bedømmelse på 94 % på webstedet Rotten Tomatoes baseret på 17 anmeldere, der i gennemsnit scorede 8,00 på en skala fra 10.

## Eftermæle
Blondinens kærlighed anses ofte som en af de mest betydningsfulde og ambitiøse film under det tjekkiske tøbrud, hvor flere unge filmskabere tog betydelige politiske risici ved at bruge filmen til at protestere mod den kommunistiske stats hykleri og absurditet. Denne bevægelse er blevet tilskrevet en periode med kulturel og politisk reform, der startede i 1962, hvor filmskabere fik statsstøtte, men også fik lov til en vis grad af kunstnerisk frihed, der gjorde det muligt for dem at skabe film med det erklærede mål at gøre "tjekkerne klar over, at de var deltagere i et system af undertrykkelse og inkompetence, som havde brutaliseret dem alle."
I april 2019 blev en restaureret version af filmen udvalgt til at blive vist i Cannes Classics-sektionen på Cannes Film Festival 2019.

## Priser og nomineringer
| Award/Festival                    | Category                                                           | Winner/Nominee | Result    |
| --------------------------------- | ------------------------------------------------------------------ | -------------- | --------- |
| Oscaruddelingen 1967              | Oscar for bedste udenlandske film                                  | Miloš Forman   | Nomineret |
| Golden Globe Awards               | Golden Globe for bedste fremmedsprogede film                       | Miloš Forman   | Nomineret |
| Bodilprisen                       | Bodilprisen for bedste europæiske film                             | Miloš Forman   | Vundet    |
| Italienske filmjournalisters pris | Bedste udenlandske instruktør (Regista del Miglior Film Straniero) | Miloš Forman   | Nomineret |
| Jussi Awards                      | Bedste udenlandske instruktør                                      | Miloš Forman   | Vundet    |
| Filmfestivalen i Venedig          | Guldløven                                                          | Miloš Forman   | Nomineret |